# Neocoenyra heckmanni
Neocoenyra heckmanni är en fjärilsart som beskrevs av Friedrich Thurau 1903. Neocoenyra heckmanni ingår i släktet Neocoenyra och familjen praktfjärilar. Inga underarter finns listade i Catalogue of Life.